# بتشول
البتشول أو الباتشولي أو البطشولي (الاسم العلمي: Pogostemon cablin) هو نوع من النباتات يتبع جنس البتشول من الفصيلة الشفوية. يعرفه الناس منذ قرون طويلة وهو أشهر بخور عرف في أمريكا منذ 1960 ويستعمل زيت النبات في صناعة العطور اما الاستعمال الطبي فيستعمل بعد عمل منقوع منه «نقعها في الماء» في علاج الاسهال والزحار ونزلات البرد والقيء والغثيان اما الاوراق فيتم طحنها وتوضع على الحروق فتساعد على التئامها كما يستعمل الزيت المستخلص من الاوراق موضعيا في علاج المشاكل الجلدية مثل جفاف وتشقق الجلد والالتهابات الفطرية وحب الشباب ويستعمله الأطباء المتخصصون في العلاج بالعطور كمهدئ للاعصاب وكفاتح للشهية وكمزيل للعرق كما يستعمل أيضا الزيت ومنقوع الاوراق لعلاج قشرة الرأس وحساسية الجلد والاكزيما وفي بعض الدول العربية واليابان والصين كان يعتقد أن استعمال الزيت الباتشولي يمنع الامراض التناسلية ولكن لم يتم دراسة هذا التأثير رغم ان زيت النبات ممكن ان يكون مفيدا في قتل البكتيريا والفيروسات.